# Kolwezi
Kolwezi je těžařské město v Demokratické republice Kongo. Nachází se 2000 km jihovýchodně od Kinshasy a je metropolí provincie Lualaba. Město je také sídlem římskokatolické diecéze Kolwezi. Počet obyvatel roste zhruba o tři procenta ročně a v roce 2025 se populace Kolwezi odhadovala na 555 000 osob.
Město bylo založeno v roce 1937 a v koloniálním období neslo název Mariaville. Byla postavena prestižní čtvrť Dilala pro rodiny vedoucích pracovníků a okolo ní rostla sídliště domorodých dělníků. Rozvoj Kolwezi je spojen s nerostným bohatstvím (měď, kobalt, uranová ruda), v dole Dikuluwa probíhala těžba již před příchodem Evropanů. V Kolwezi sídlí těžařská společnost Gécamines (dříve Union minière du Haut Katanga) a je označováno za „světové hlavní město kobaltu“.
Kolwezi leží na náhorní plošině Manika v nadmořské výšce 1448 m. Patří k pásmu savan, okolí města má vlhké subtropické podnebí a pěstuje se zde maniok jedlý a kukuřice setá. Městem prochází Benguelská železnice a transafrická dálnice z Lobita do Beiry. Nachází se zde také Letiště Kolwezi. V blízkosti města byla na Lualabě vybudována Přehradní nádrž Nzilo. Nachází se zde rovněž elektrická stanice přenosové soustavy Inga-Shaba. Vysokoškolské vzdělání poskytuje univerzita UNIKOL, založená roku 2004. 
V květnu 1978 město obsadili ozbrojenci z Fronty konžského národního osvobození, kteří ničili zařízení dolů a drželi evropské zaměstnance jako rukojmí. Mobutuova armáda vzpouru potlačila s pomocí výsadkářů Francouzské cizinecké legie. Raoul Coutard natočil o události hraný film Legie na Kolwezi. Valentin-Yves Mudimbe popsal boj o město v románu Shaba Deux, les carnets de Mère Marie-Gertrude.
Rodákem z Kolwezi je operní pěvec Serge Kakudji.